# キャッチ・ミー・フー・キャン

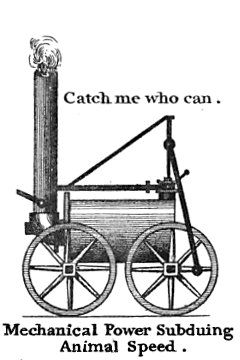
1808年夏のトレビシックの"蒸気サーカス"の切符に描かれたCatch Me Who Can

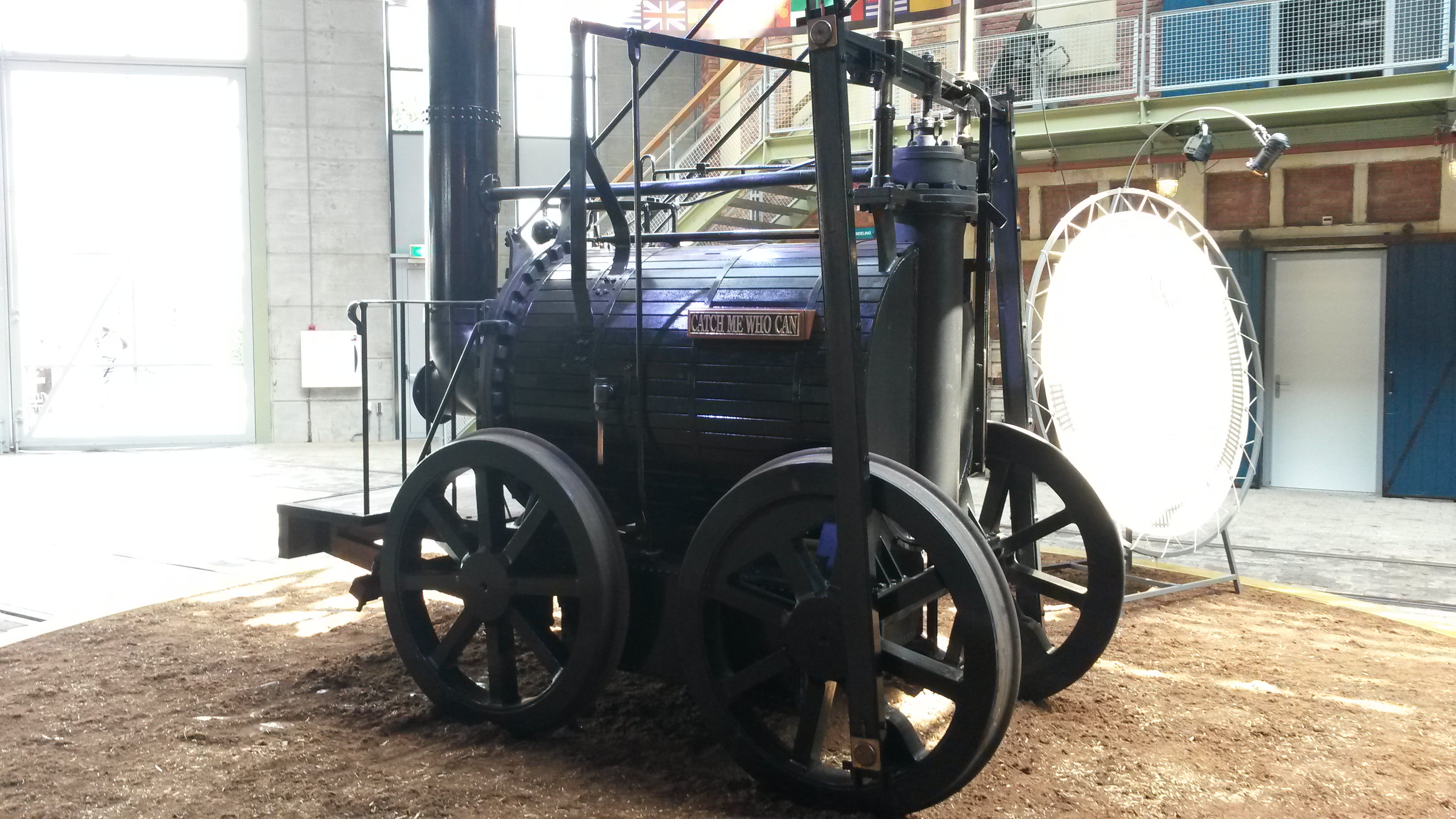
オランダ鉄道博物館で2014年に開催された展示会でのCatch Me Who Canの複製

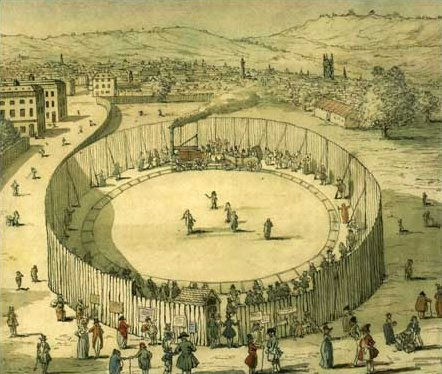
ロンドンの蒸気サーカスでわずか数週間走行したCatch Me Who Can

キャッチ・ミー・フー・キャン(英語:Catch Me Who Can)はリチャード・トレビシックによって製造された4台目にして最後の蒸気機関車である。1808年にイングランドのブリッドノースの工場でジョン・アーペス・ラストリックとHazledineによって製造された。トレビシックによって現在のロンドンのユーストン・スクエア駅の南に位置するブルームスベリーで"蒸気サーカス"として円形の軌道上の走行が公開実演された。

## 性能
機関車の最高速度は12 mph (19 km/h)に達した。重すぎたので比較的脆弱な鋳鉄製の軌道が使用中に破損して脱線した。

## 機構
機構は以前の機関車よりも単純だった。水平に備えられた気筒、はずみ車と歯車式伝動は尚ボイラーに納められた垂直の気筒、連接棒によって直結された一組の車輪によって置き換えられた。ボイラーはトレビシックの使い慣れた内部火室反転式煙道ボイラーだった。

## 複製
原型の機関車が製造された近くのSevern Valley鉄道の工場でトレビシック200慈善事業によって複製品が製作中である。2011年12月の時点ではある程度は完成したものの、まだ自力での走行はできないが作業は着実に進みつつある。